# VinFast Fadil

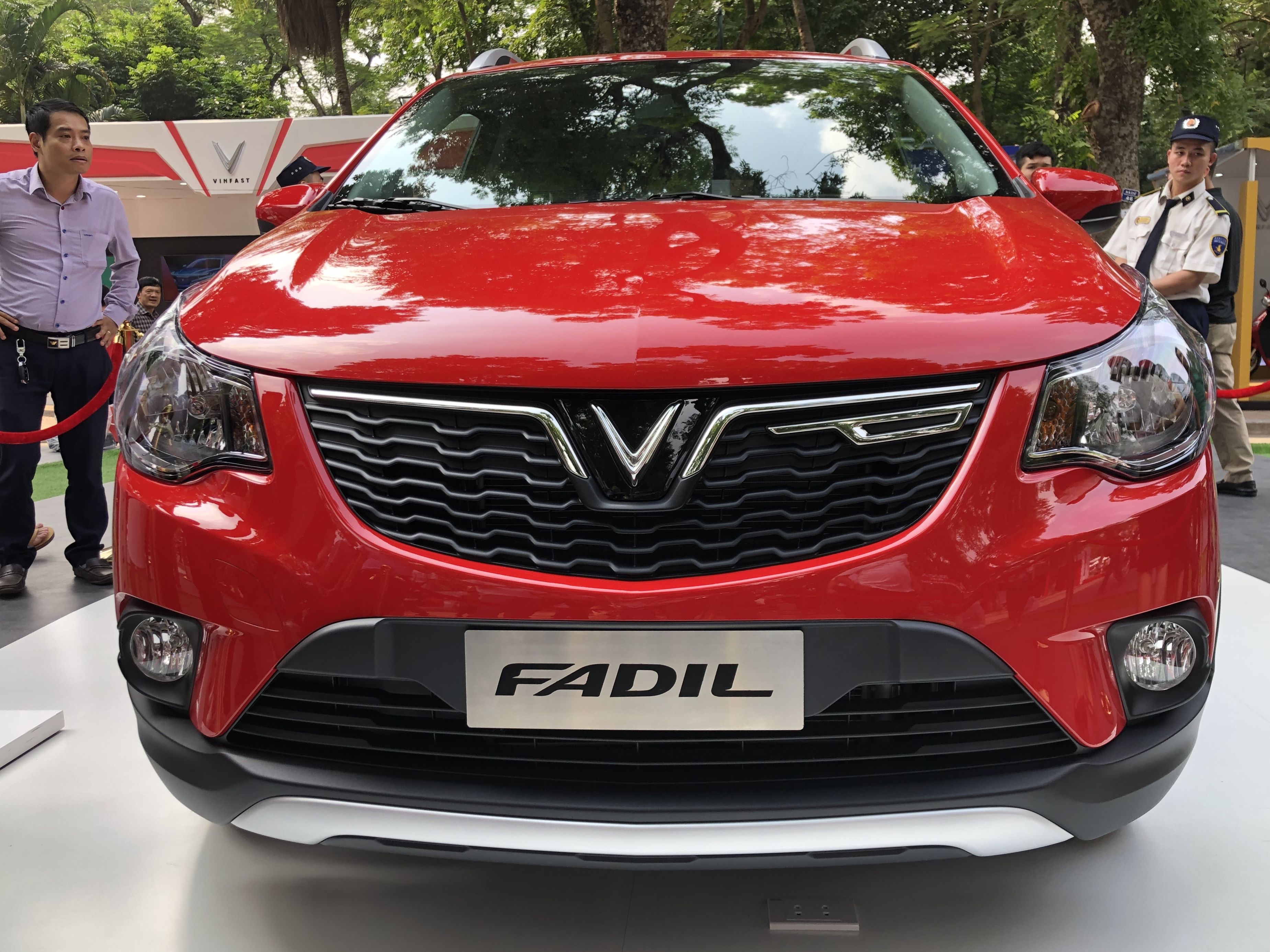
VinFast Fadil trong vòng dây bảo vệ

VinFast Fadil là mẫu xe Hatchback đô thị  5 cửa  được sản xuất VinFast, thành viên của Tập đoàn Vingroup. Mẫu xe này được phát triển từ mẫu Karl Rocks của Opel (Đức) theo hợp đồng nhượng quyền công nghệ từ General Motors.

## Tên gọi
Tên hiệu Fadil được giải thích từ فاضل tiếng Ảrập là tên gọi cho bé trai, chỉ tính cách khoáng đạt, sáng tạo, còn Klara là tiếng Thụy Điển, mang ý nghĩa trong sáng.

## Sản xuất
Xe VinFast Fadil được sản xuất theo ba lựa chọn: bản tiêu chuẩn, bản tùy chọn nâng cao và bản nâng cấp đầy đủ.
Ngày 25 tháng 12 năm 2018, VF công bố lịch trình tăng giá bán chưa VAT cho 5 dòng xe (3 ô tô, 2 xe máy điện):
| Tên gọi     | Từ 5/11/2018 & 20/11/2018 | Từ 10/12/2018  | Từ 1/1/2019   | Từ 1/3/2019    | Từ 1/5/2019               | Từ 1/9/2019    | Từ 12/2/2020   |
| ----------- | ------------------------- | -------------- | ------------- | -------------- | ------------------------- | -------------- | -------------- |
| Lux SA2.0   | 1.136.000.000             | Không thay đổi | 1.286.000.000 | Không thay đổi | Sẽ công bố trong năm 2019 | 1.818.000.000  | 1.580.000.000  |
| Lux A2.0    | 800.000.000               | Không thay đổi | 900.000.000   | Không thay đổi | Sẽ công bố trong năm 2019 | 1.366.000.000  | 1.129.000.000  |
| Fadil       | 369.600.000               | Không thay đổi | 394.900.000   | Không thay đổi | Sẽ công bố trong năm 2019 | Không thay đổi | 414.900.000    |
| Klara pin   | 32.272.727                | 36.272.727     | 40.909.090    | 45.454.575     | 51.818.181                | Không thay đổi | Không thay đổi |
| Klara acquy | 19.090.909                | Không thay đổi | 22.727.272    | 27.272.727     | 30.909.090                | Không thay đổi | Không thay đổi |

Ngày 18 tháng 7 năm 2019, Bộ Tài chính Việt Nam ra quyết định giá tính lệ phí trước bạ theo giá công bố áp dụng 1/1/2019.

## Bán hàng

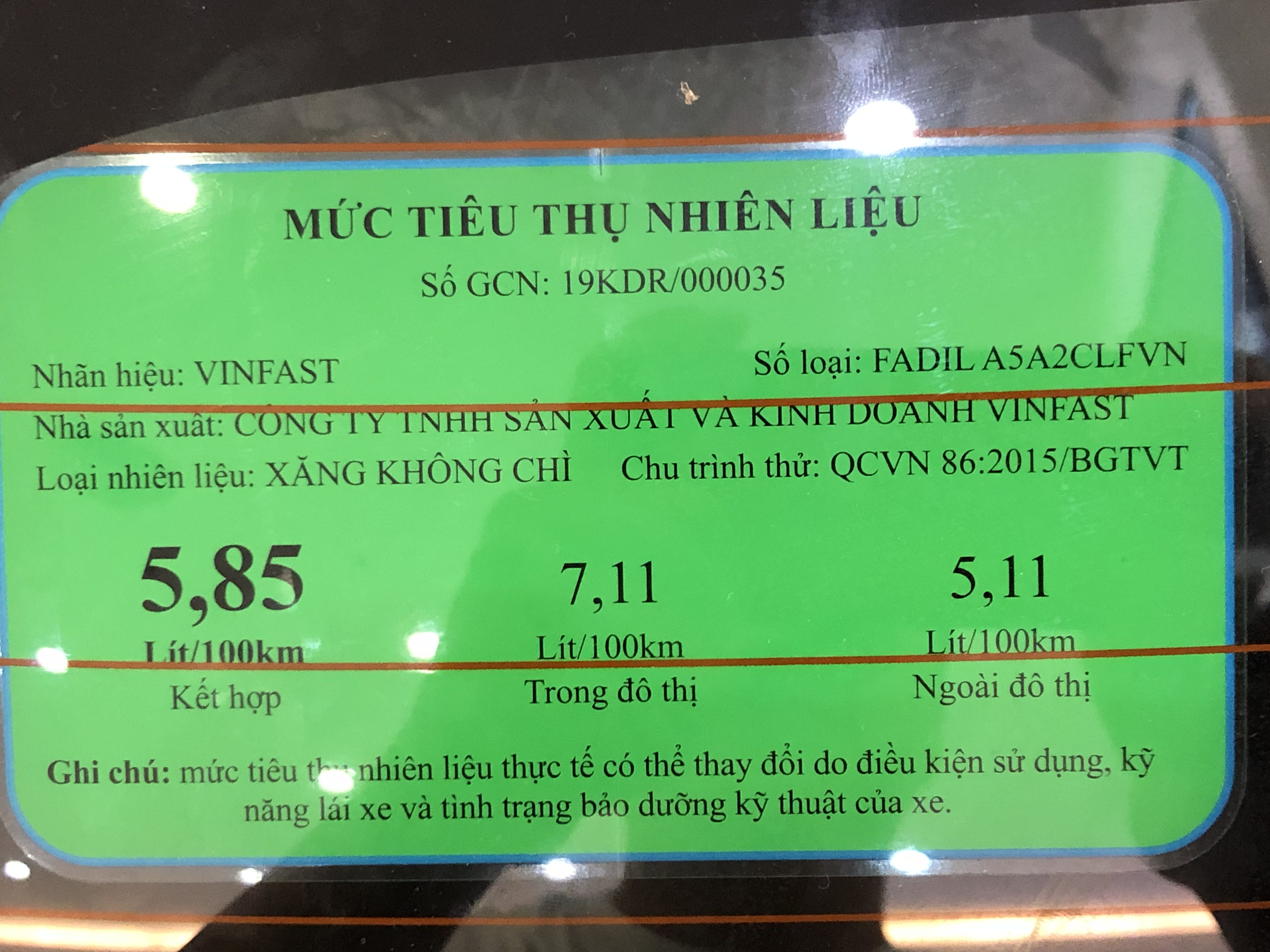
Mức tiêu thụ nhiên liệu trung bình của Fadil

### Việt Nam
| Doanh số     |        |          |              |           |
| T.gian       | Fadil  | Lux A2.0 | SA2.0        | Tổng cộng |
| ------------ | ------ | -------- | ------------ | --------- |
| 2019         |        |          |              | 17.214    |
| 2020         |        |          |              |           |
| 1-4/20       |        |          |              |           |
| 5/20         | 1.156  | 682      | 323          | 2.161     |
| 6/20         | 1.364  | 467      | 339          | 2.170     |
| 7/20         | 1.577  | 355      | 282          | 2.214     |
| 8/20         | 849    | 337      | 308          | 1.494     |
| 9/20         | 1.515  | 804      | 1.307        | 3.626     |
| 10/20        | 1.851  | 653      | 362          | 2.866     |
| 11/20        | 2.816  | 676      | 548          | 4.040     |
| 12/20        | 2.472  | 1.115    | 916          | 4.503     |
| 8 tháng 5-12 | 13.600 | 5.089    | 4.385        | 23.074    |
| 2020         | 18.016 | 6.013    | 5.456        | 29.485    |
| 2021         |        |          |              |           |
| 1/21         | 1.746  | 567      | 488          | 2.801     |
| 2/21         | 1.090  | 343      | 285          | 1.718     |
| 3/21         | 1.312  | 548      | 470          | 2.330     |
| 4/21         | 1.559  | 627      | 531          | 2.717     |
| 5/21         | 1.868  | 457      | 530          | 2.855     |
| 6/21         | 2.552  | 711      | 254          | 3.517     |
| 7/21         | 2.928  | 778      | 76           | 3.782     |
| 8/21         | 2.048  | 254      | 8            | 2.310     |
| 9/21         | 2.565  | 486      | 446          | 3.497     |
| 10/21        | 2.218  | 537      | 565          | 3.320     |
| 11/21        | 2.489  | 421      | 919          | 3.829     |
| 12/21        | 1.753  | 601      | 608 e34: 85  | 3.047     |
| 2021         | 24.128 | 6.330    | 5.180 e34 85 | 35.723    |

| 2022  | Fadil  | A2.0  | SA2.0 | e34   | VF 8  | VF 9 | Tổng cộng |
| ----- | ------ | ----- | ----- | ----- | ----- | ---- | --------- |
| 2022  |        |       |       |       |       |      |           |
| 1/22  | 1.401  | 199   | 463   | 40    | 0     | 0    | 2.103     |
| 2/22  | 697    | 170   | 234   | 53    |       |      | 1.154     |
| 3/22  | 2.567  | 309   | 183   | 412   |       |      | 3.471     |
| 4/22  | 1.654  | 287   | 80    | 406   |       |      | 2.427     |
| 5/22  | 1.909  | 425   | 268   | 448   |       |      | 3.050     |
| 6/22  | 1.338  | 359   | 11    | 782   |       |      | 2.490     |
| 7/22  | 766    | 1.085 | 224   | 62    |       |      | 2.137     |
| 8/22  | 329    | 849   | 37    | 5     |       |      | 1.220     |
| 9/22  |        |       |       |       |       |      |           |
| 10/22 |        |       |       |       |       |      |           |
| 11/22 |        |       |       | 182   | 412   |      | 594       |
| 12/22 |        |       |       | 1.548 | 2.730 |      | 4.278     |
| 2022  | 10.661 | 3.683 | 1.500 | 3.938 | 3.142 |      | 22.924    |

| 2023 | VF e34 | VF 5  | VF 6 | VF 7 | VF 8  | VF 9  | Tổng cộng |
| ---- | ------ | ----- | ---- | ---- | ----- | ----- | --------- |
| 2023 |        |       |      |      |       |       |           |
| 1/23 | 154    |       |      |      | 204   |       | 358       |
| 2/23 | 150    |       |      |      | 266   |       | 416       |
| 3/23 | 469    |       |      |      | 395   | 51    | 915       |
| 4/23 | 2.332  | 36    |      |      | 1.232 | 198   | 3.798     |
| 5/23 | 960    | 332   |      |      | 1.274 | 430   | 2.996     |
| 6/23 | 1.007  | 609   |      |      | 1.184 | 355   | 3.155     |
| 7/23 | 1.181  | 1.000 |      |      | 443   | 418   | 3.042     |
| 2023 | 6.253  | 1.977 |      |      | 4.998 | 1.452 | 14.680    |

Tổng
1. Fadil: 45.827
2. Lux A: 16.026
3. Lux SA: 12.136
4. President: <100
5. VF e34: 10.276
6. VF 5: 1.977
7. VF 6:
8. VF 7:
9. VF 8: 8.140
10. VF 9: 1.452

Tổng cộng 95.834
Từ tháng 8 năm 2023, VF không thống kê hàng tháng cho từng dòng sản phẩm nữa mà tính gộp hàng quý.
1. Quý 3/2022: 153 xe ô tô điện, 13.253 xe máy điện
2. Quý 2/2023: 9.535 xe ô tô điện, 10.182 xe máy điện
3. Quý 3/2023: 10.027 xe ô tô điện, 28.220 xe máy điện.[51][52]
4. Quý 4/2023: 13.513 xe ô tô điện

Tổng 202334.855 xe ô tô điện.
| Nội dung thêm |
| --- |
| Sau 2023 2024 87.000 1. Quý 1 2024 2. Quý 2 2024 3. Quý 3 2024: 21.912 xe ô tô điện, trong đó 9.300 xe trong tháng 9 4. Tháng 12 2024: 20.000 1. VF 3: 8.800 (25.000 xe trong 5 tháng) 2. VF 5: 4.900 (32.000 xe trong 12 tháng) 3. VF 6: 2.700 5. Quý 4: 53.139 (toàn cầu. Cả năm 97.399) 1. Xe máy điện, xe đạp điện: 31.170 (cả năm 70.977) 2025 1. Tháng 1: hơn 10.000 1. VF 3: 4.000 2. VF 5: 3.300 2. Tháng 2: hơn 12.500 1. VF 3: 5.200 2. VF 5: hơn 3.000 3. VF 6: gần 2.000 4. VF 7: hơn 570 3. Tháng 3: hơn 12.100 1. VF 3: hơn 3.700 2. VF 5: hơn 4.400 3. VF 6: hơn 1.100 4. VF 7: hơn 600 4. Tháng 4: 9.588 1. VF 3: 2.378 2. VF 5: 3.731 3. VF 6: 1.763 5. Tháng 5: 11.496 1. VF 3: 3.950 2. VF 5: 4.232 3. VF 6: 1.393 4. VF 7: 773 6. Tháng 6: 11.382 1. VF 3: 3.667 2. VF 5: 3.060 3. VF 6: 1.245 4. VF 7: 725 5. Herio Green: 916 6. Nerio Green: 1.415 7. VF 8, 9: 354 7. Tháng 7: 11.479 1. VF 3: 3.140 2. VF 5: 2.552 3. Herio Green: 2.182 4. VF 6: 1.902 5. VF 7: 795 6. VF 8: 319 |

| Năm  | Tháng 1 | Tháng 2 | Tháng 3 | Tháng 4 | Tháng 5 | Tháng 6 | Tháng 7 | Tháng 8 | Tháng 9 | Tháng 10 | Tháng 11 | Tháng 12 | Tổng cộng |
| ---- | ------- | ------- | ------- | ------- | ------- | ------- | ------- | ------- | ------- | -------- | -------- | -------- | --------- |
| 2020 | —       | —       | —       | —       | 1.156   | 1.364   | 1.577   | 849     | 1.515   | 1.851    | 2.816    | 2.472    | 18.316    |
| 2021 | 1.746   | 1.090   | 1.312   | 1.559   | 1.868   | 2.552   | 2.928   | 2.048   |         |          |          |          | 15.103    |

1. ↑  Tổng cộng tính đến tháng 8/2021 theo thống kê của cổng thông tin ô tô - Xeoto.com.vn

## Cấu hình
VinFast đã mua bản quyền sản xuất xe hạng A Vauxhall Viva của Vauxhall Motors thuộc tập đoàn PSA (chủ của các nhãn hiệu xe Peugeot, Citroën, DS Automobiles, Opel, Vauxhall, Ambassador...)
Fadil dùng vành hợp kim nhôm đúc đường kính 15 inch, có 5 màu sơn ngoại thất: Inferno red, Rapid Blue, De Sat Silver, Action Orange, Brahminy White. Bảng điều khiển trung tâm dạng buồng lái kép, màn hình cảm ứng 7 inch, kết nối USB, Apple CarPlay và Android Auto, trang bị 6 loa. Khoang hành lý có thể chứa dung tích 1.013 lít. Kết nối Bluetooth cho phép đàm thoại rảnh tay.
Động cơ xăng 1,4L công suất tối đa 96-98 hp, tốc độ quay 6200 vòng/phút, mô men xoắn cực đại 128Nm 4.400 vòng/phút. Hệ thống treo trước MacPherson, treo sau dạng xoắn trợ lực tay lái bằng điện.
Fadil có đèn sương mù trước, đèn báo phanh trên cao; đèn chiếu xa và chiếu gần là halogen. Phiên bản nâng cao có đèn chiếu sáng ban ngày và đèn hậu là LED thay cho halogen ở bản tiêu chuẩn. Gương có chế độ tự sấy, có gập và chỉnh bằng điện, tích hợp đèn báo rẽ. Lốp Continental AG của Đức kích thước 185/55R15 và có lốp dự phòng theo xe. La-zăng bằng hợp kim nhôm, với bản nâng cấp có 2 màu.
Xe có hệ thống phanh đĩa/tang trống, chống bó cứng phanh ABS, phân phối lực phanh điện tử EBD, hệ thống cân bằng điện tử (ESC), trợ lực điện (EPS) kiểm soát lực kéo TCS, khởi hành ngang dốc HSA, chống lật ROM, chìa khóa mã khóa. Hệ thống túi khí trang bị 2 chiếc ở bản tiêu chuẩn và 6 chiếc bản nâng cao. Phiên bản cao cấp có thêm camera lùi, cảm biến hỗ trợ đỗ xe sau, khóa cửa tự động khi di chuyển, cảnh báo chống trộm.

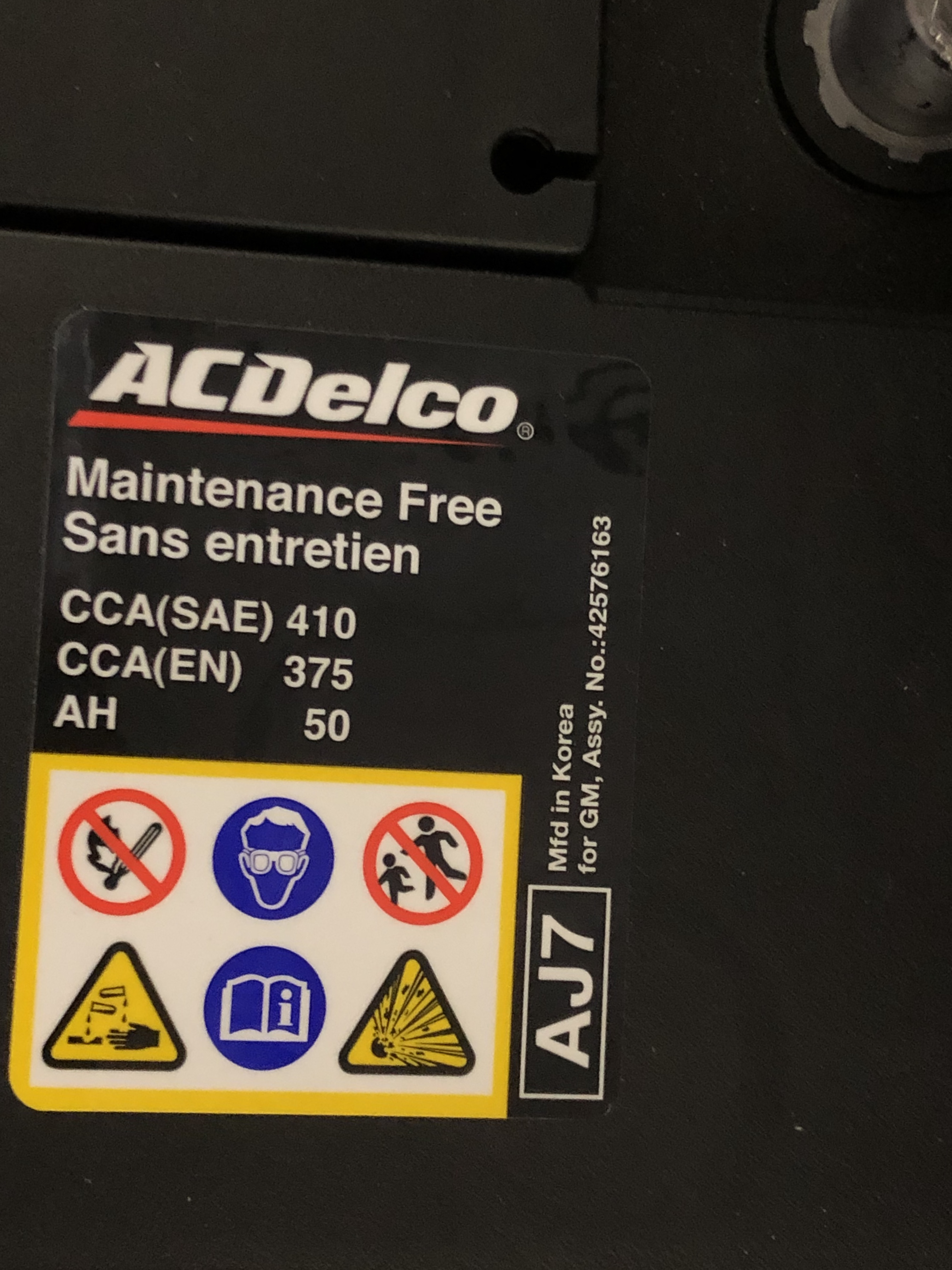
Pin sạc xe Fadil sản xuất tại Hàn Quốc

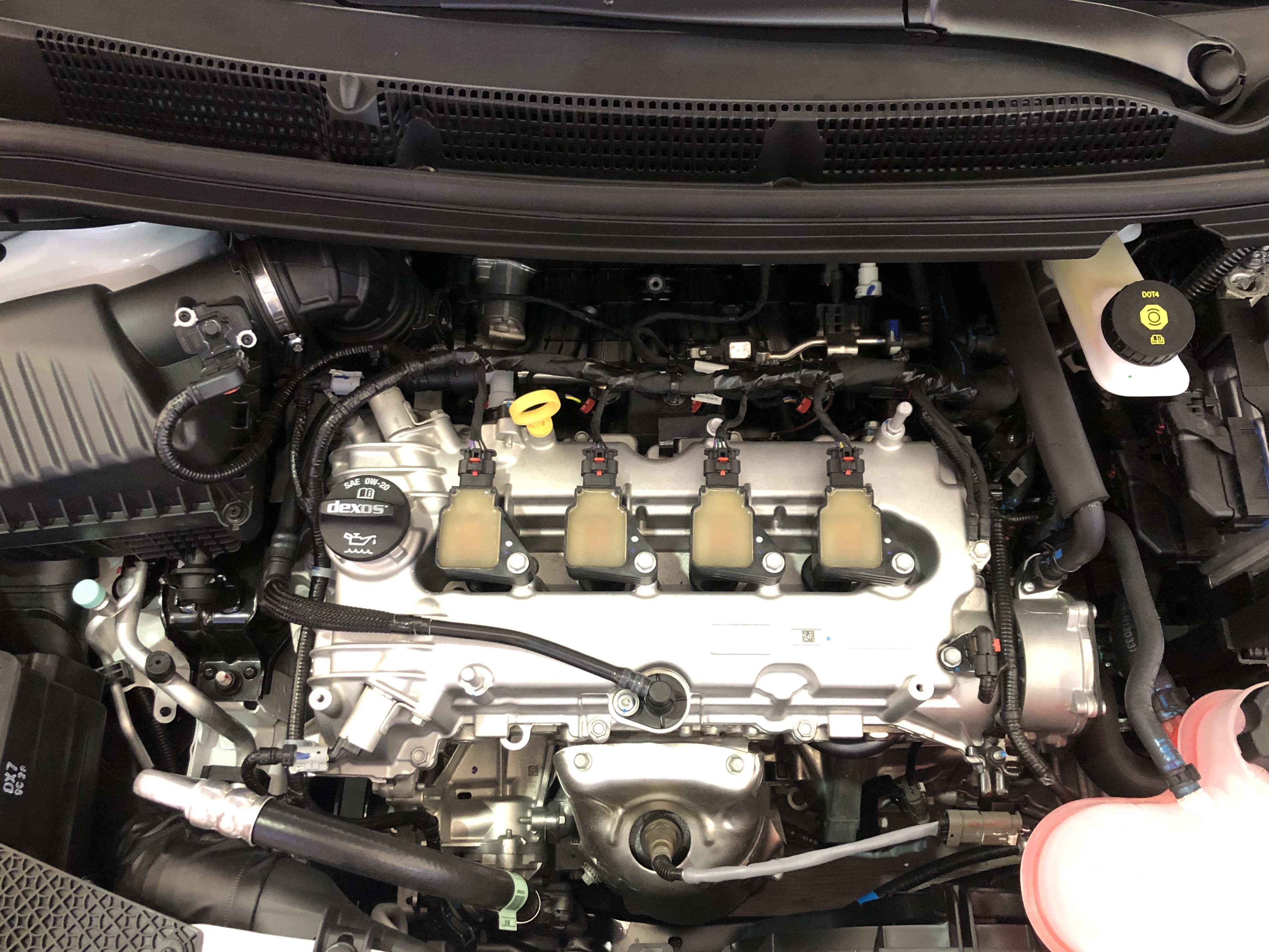
Động cơ I4

Cấu hình chi tiết:

| Tham số                                         | VF Fadil tiêu chuẩn                                                                  | Tùy chọn nâng cao                                                                    |
| ----------------------------------------------- | ------------------------------------------------------------------------------------ | ------------------------------------------------------------------------------------ |
| Hình ảnh                                        | Xe Fadil bản nâng cao màu trắng                                                      | Xe Fadil bản nâng cao màu trắng                                                      |
| Kích thước D x R x C                            | 3.676 x 1.632 x 1.495 mm                                                             | 3.676 x 1.632 x 1.495 mm                                                             |
| Chiều dài cơ sở                                 | 2.385 mm                                                                             | 2.385 mm                                                                             |
| Khoảng sáng gầm xe                              | 150 mm                                                                               | 150 mm                                                                               |
| Khối lượng không tải                            | 992 kg                                                                               | 1.005 kg                                                                             |
| Động cơ                                         | 1.4L, động cơ xăng, 4 xi lanh thẳng hàng                                             | 1.4L, động cơ xăng, 4 xi lanh thẳng hàng                                             |
| Công suất tối đa (Hp/rpm)                       | 98/6200                                                                              | 98/6200                                                                              |
| Mô men xoắn cực đại (Nm/rpm)                    | 128/4400                                                                             | 128/4400                                                                             |
| Hộp số                                          | Vô cấp, CVT                                                                          | Vô cấp, CVT                                                                          |
| Dẫn động                                        | Cầu trước                                                                            | Cầu trước                                                                            |
| Hệ thống treo trước                             | MacPherson                                                                           | MacPherson                                                                           |
| Hệ thống treo sau                               | Phụ thuộc, dầm xoắn                                                                  | Phụ thuộc, dầm xoắn                                                                  |
| Trợ lực lái                                     | Trợ lực điện                                                                         | Trợ lực điện                                                                         |
| Đèn chiếu xa & chiếu gần                        | Halogen, chỉnh cơ góc chiếu sáng                                                     | Halogen, chỉnh cơ góc chiếu sáng                                                     |
| Đèn chiếu sáng ban ngày                         | Halogen                                                                              | LED                                                                                  |
| Đèn sương mù trước                              | Có                                                                                   | Có                                                                                   |
| Đèn hậu                                         | Halogen                                                                              | LED                                                                                  |
| Đèn phanh thứ 3 trên cao                        | Có                                                                                   | Có                                                                                   |
| Gương chiếu hậu                                 | Chỉnh điện, gập điện, tích hợp đèn báo rẽ và chức năng sấy gương                     | Chỉnh điện, gập điện, tích hợp đèn báo rẽ và chức năng sấy gương                     |
| Kích thước lốp                                  | 185/55R15                                                                            | 185/55R15                                                                            |
| La-zăng                                         | Hợp kim nhôm                                                                         | Hợp kim nhôm, 2 màu                                                                  |
| Lốp dự phòng                                    | Có                                                                                   | Có                                                                                   |
| Màu nội thất                                    | Đen hoặc xám                                                                         | Đen hoặc xám                                                                         |
| Chất liệu bọc ghế                               | Da tổng hợp                                                                          | Da tổng hợp                                                                          |
| Điều chỉnh ghế hàng ghế trước                   | Chỉnh cơ 6 hướng ghế lái Chỉnh cơ 4 hướng ghế hành khách                             | Chỉnh cơ 6 hướng ghế lái Chỉnh cơ 4 hướng ghế hành khách                             |
| Hàng ghế sau                                    | Gập 60/40                                                                            | Gập 60/40                                                                            |
| Vô lăng                                         | Chỉnh cơ 2 hướng                                                                     | Chỉnh cơ 2 hướng, bọc da, tích hợp điều chỉnh âm thanh                               |
| Gương trên tấm chắn nắng                        | Bên lái                                                                              | Bên lái & hành khách                                                                 |
| Đèn trần trước/sau                              | Có                                                                                   | Có                                                                                   |
| Thảm lót sàn                                    | Có                                                                                   | Có                                                                                   |
| Màn hình đa thông tin                           | Có                                                                                   | Có                                                                                   |
| Hệ thống điều hòa                               | Chỉnh cơ                                                                             | Tự động                                                                              |
| Hệ thống giải trí                               | AM/FM, MP3                                                                           | Màn hình cảm ứng 7”, kết nối smartphone, AM/FM, MP3                                  |
| Hệ thống âm thanh                               | 6 loa                                                                                | 6 loa                                                                                |
| Cổng USB                                        | 1 cổng                                                                               | 2 cổng (USB-C)                                                                       |
| Kết nối Bluetooth, chức năng đàm thoại rảnh tay | Có                                                                                   | Có, tích hợp trên vô lăng                                                            |
| Hệ thống phanh trước/sau                        | Đĩa/tang trống                                                                       | Đĩa/tang trống                                                                       |
| Hệ thống chống bó cứng phanh ABS                | Có                                                                                   | Có                                                                                   |
| Chức năng phân phối lực phanh điện tử EBD       | Có                                                                                   | Có                                                                                   |
| Hệ thống cân bằng điện tử ESC                   | Có                                                                                   | Có                                                                                   |
| Chức năng kiểm soát lực kéo TCS                 | Có                                                                                   | Có                                                                                   |
| Hỗ trợ khởi hành ngang dốc HSA                  | Có                                                                                   | Có                                                                                   |
| Chức năng chống lật ROM                         | Có                                                                                   | Có                                                                                   |
| Cảm biến hỗ trợ đỗ xe sau                       | Không                                                                                | Có                                                                                   |
| Camera lùi                                      | Không                                                                                | Có                                                                                   |
| Căng đai khẩn cấp hàng ghế trước                | Có                                                                                   | Có                                                                                   |
| Cảnh báo thắt dây an toàn hai hàng ghế          | Có                                                                                   | Có                                                                                   |
| Móc cố định ghế trẻ em ISOFIX                   | Có                                                                                   | Có                                                                                   |
| Hệ thống túi khí                                | 2                                                                                    | 6                                                                                    |
| Khóa cửa tự động khi xe di chuyển               | Không                                                                                | Có                                                                                   |
| Chìa khóa mã hóa                                | Có                                                                                   | Có                                                                                   |
| Cảnh báo chống trộm                             | Không                                                                                | Có                                                                                   |
| Màu sơn                                         | Mystique Red, De Sat Silve, Action Orange, Brahminy White, Neptune Grey, Luxury Blue | Mystique Red, De Sat Silve, Action Orange, Brahminy White, Neptune Grey, Luxury Blue |

## Lịch sử
Thông tin về chiếc xe cỡ nhỏ Fadil được VinFast giữ kín cho đến trước ngày giới thiệu, mở bán 20/11/2018 tại công viên Thống Nhất, Hà Nội. Hình ảnh về xe này chỉ biết đến qua ảnh chụp poster tại các đại lý. Fadil được VinFast xác định thuộc phân khúc phổ thông, với giá bán chưa VAT đợt ưu đãi là 336 triệu đồng, giá niêm yết là 423 triệu đồng.
Ngày 1 tháng 6 năm 2019, VinFast công bố xe Fadil đạt chuẩn an toàn qua kết quả thử nghiệm tại GM Hàn Quốc.
Ngày 15 tháng 11 năm 2019, VF áp dụng ưu đãi miễn phí lãi vay trong hai năm đầu tiên và được vay trong vòng 5 năm với lãi suất tối đa 10,5%/năm.
Ngày 22 tháng 2 năm 2021, VinFast tăng cường thêm 2 màu sơn nữa cho Fadil, nâng tổng số màu sơn lên 8 màu.

## Đánh giá
Ngày 3 tháng 6 năm 2019, một chiếc xe VinFast Fadil trong chương trình lái thử đã va chạm với một chiếc xe Honda City trên đường Xã Đàn, quận Đống Đa, Hà Nội, khiễn phần sau và hốc bánh trước bị móp và xước.
Người dùng thử TPHCM đánh giá:
| “ | Không chiếc xe nào là hoàn hảo. Chỉ có chiếc xe hợp lý trong tầm giá. Và Fadil là một trong những chiếc xe như vậy. Cái cách Vinfast tinh chỉnh hộp số của những chiếc xe nhà Vin cố tình dành cho 90% người dùng Việt Nam, những người luôn thích xe hoạt động ở tua máy thấp | ” |

Hà Nội:
| “ | VinFast Fadil vượt trội so với xe hạng A tại Việt Nam về cảm giác lái, an toàn, yên tĩnh nhưng cũng có mức giá cao tiệm cận xe hạng B | ” |

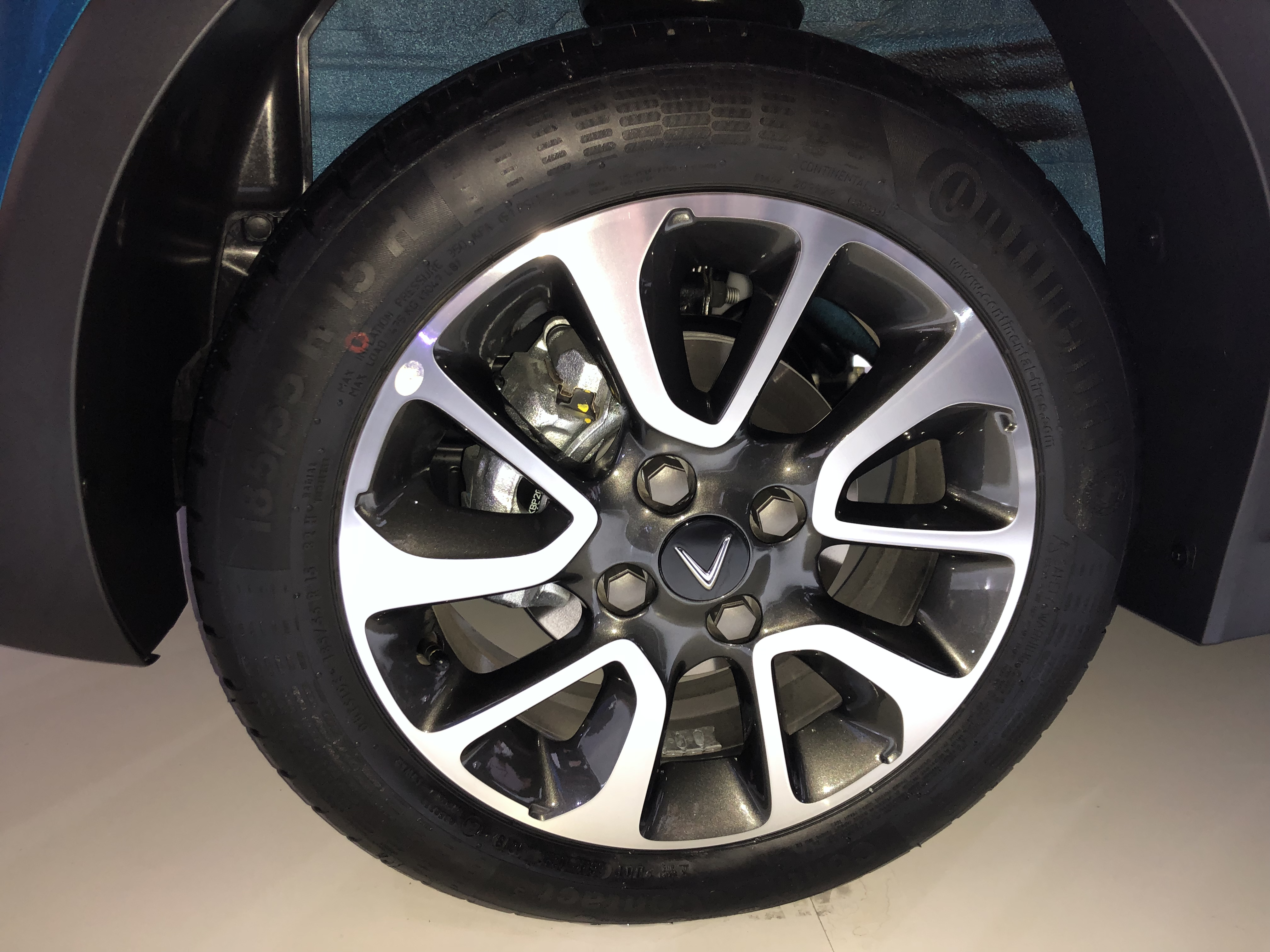
Lốp xe Fadil do Continental AG sản xuất, chưa lắp ốp chắn bùn

Liên quan đến thiết kế thừa hưởng từ Opel Karl Rocks không có ốp chắn bùn, VF đã nhanh chóng sửa sai bằng cách lắp thêm từ ngày 31/7/2019.
| “ | Fadil chính là mẫu xe có nhiều tính năng an toàn nhất phân khúc. | ” |

An toàn
Ngày 1 tháng 6 năm 2019, VF công bố xe Fadil đạt chuẩn an toàn qua kết quả thử nghiệm tại GM Hàn Quốc. Ngày 23/10, VF đã nhận chứng nhận an toàn 5 sao cho 2 dòng xe Lux (A2.0, SA2.0) và 4 sao cho Fadil từ Chương trình đánh giá xe mới của Đông Nam Á ASEAN NCAP; đồng thời VF cũng chính thức tham gia Triển lãm Ô tô Việt Nam 2019 (Vietnam Motor Show 2019).
Kết quả NCAP của Fadil:
- Offset frontal test: 10,59
- Side impact test: 12,90
- Head protection technology evaluation: 0,00

Taxi
Ngày 2 tháng 8 năm 2020, công ty cổ phần Xe khách Thái Bình (thành viên của Công ty Cổ phần Đầu tư Xuất nhập khẩu Thăng Long - DragonGroup) giới thiệu dịch vụ Taxi 17 Plus sử dụng VF Fadil làm phương tiện vận chuyển.

## Hình ảnh

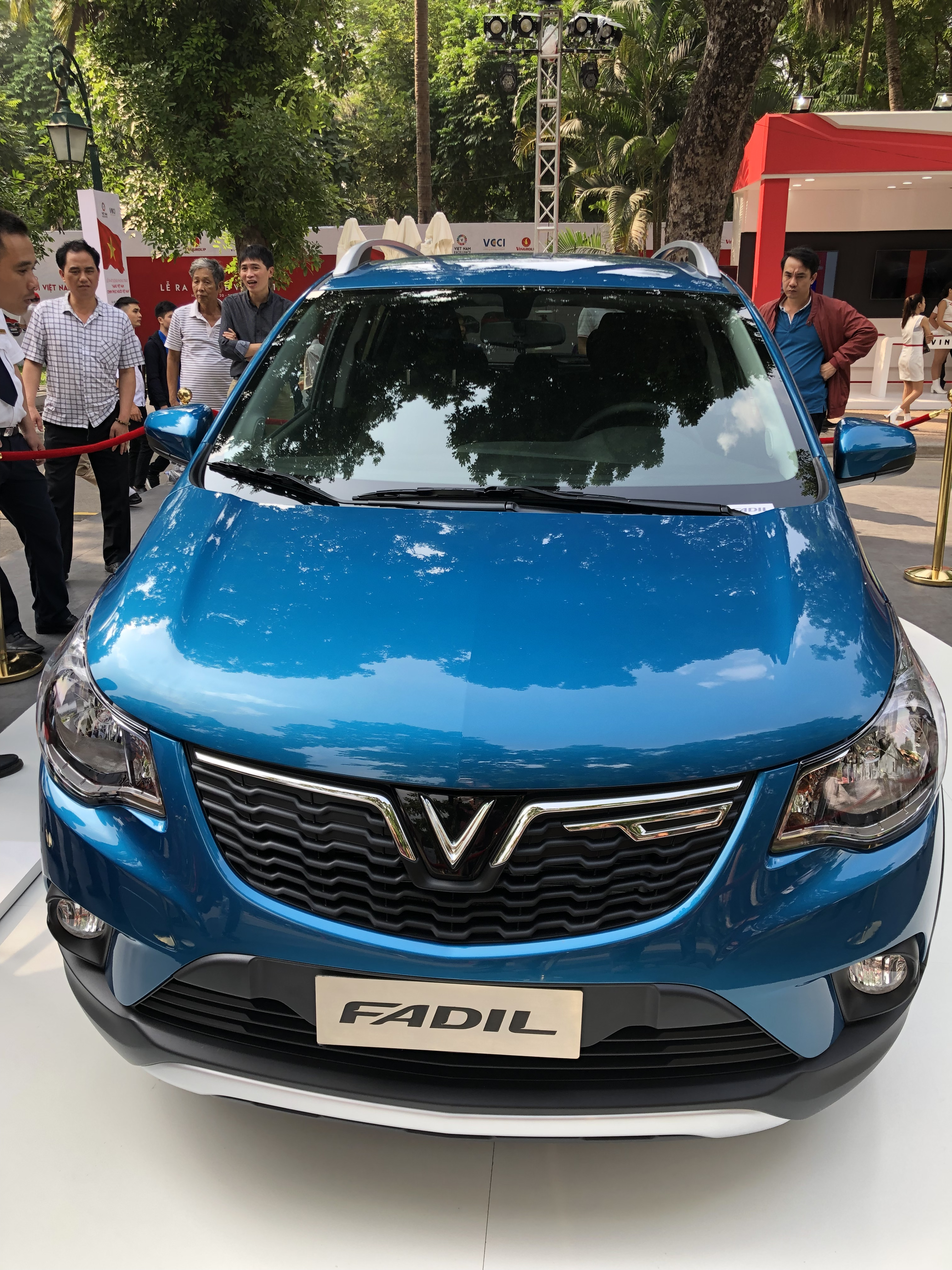
Xe Fadil màu xanh blue tại lễ mở bán 21/11/2018

## Xem thêm

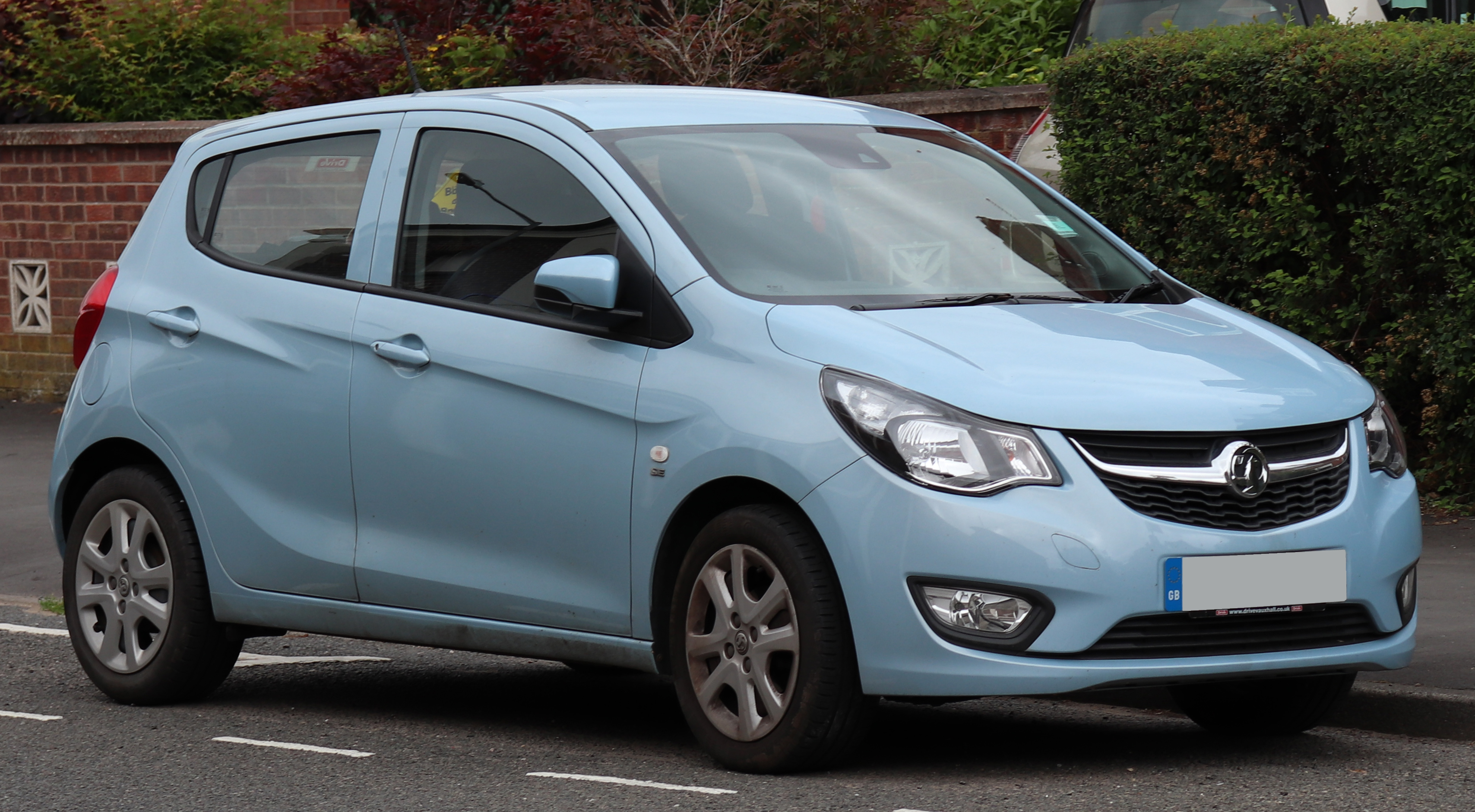
Vauxhall Viva (2015)
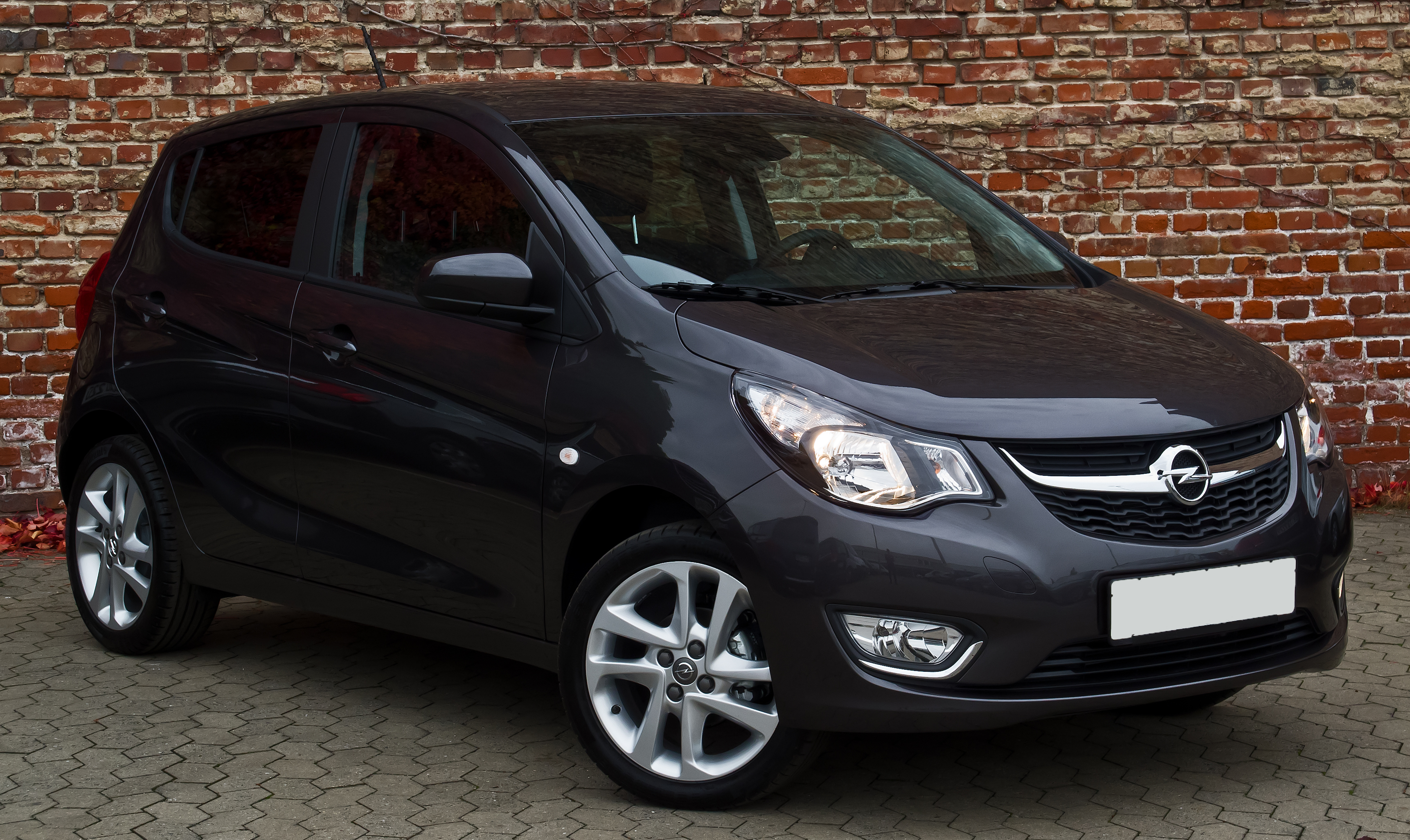
Opel Karl
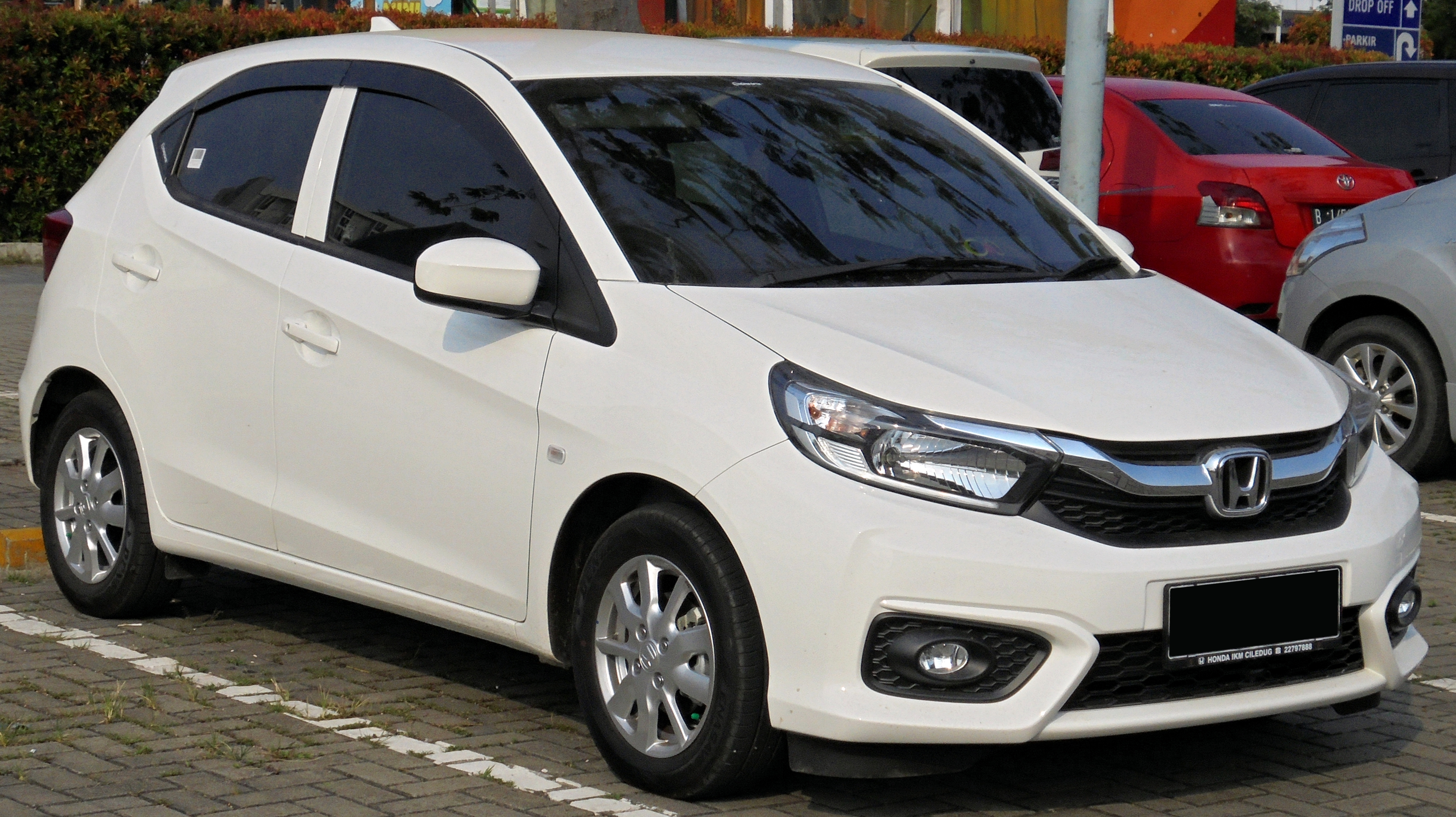
Honda Brio
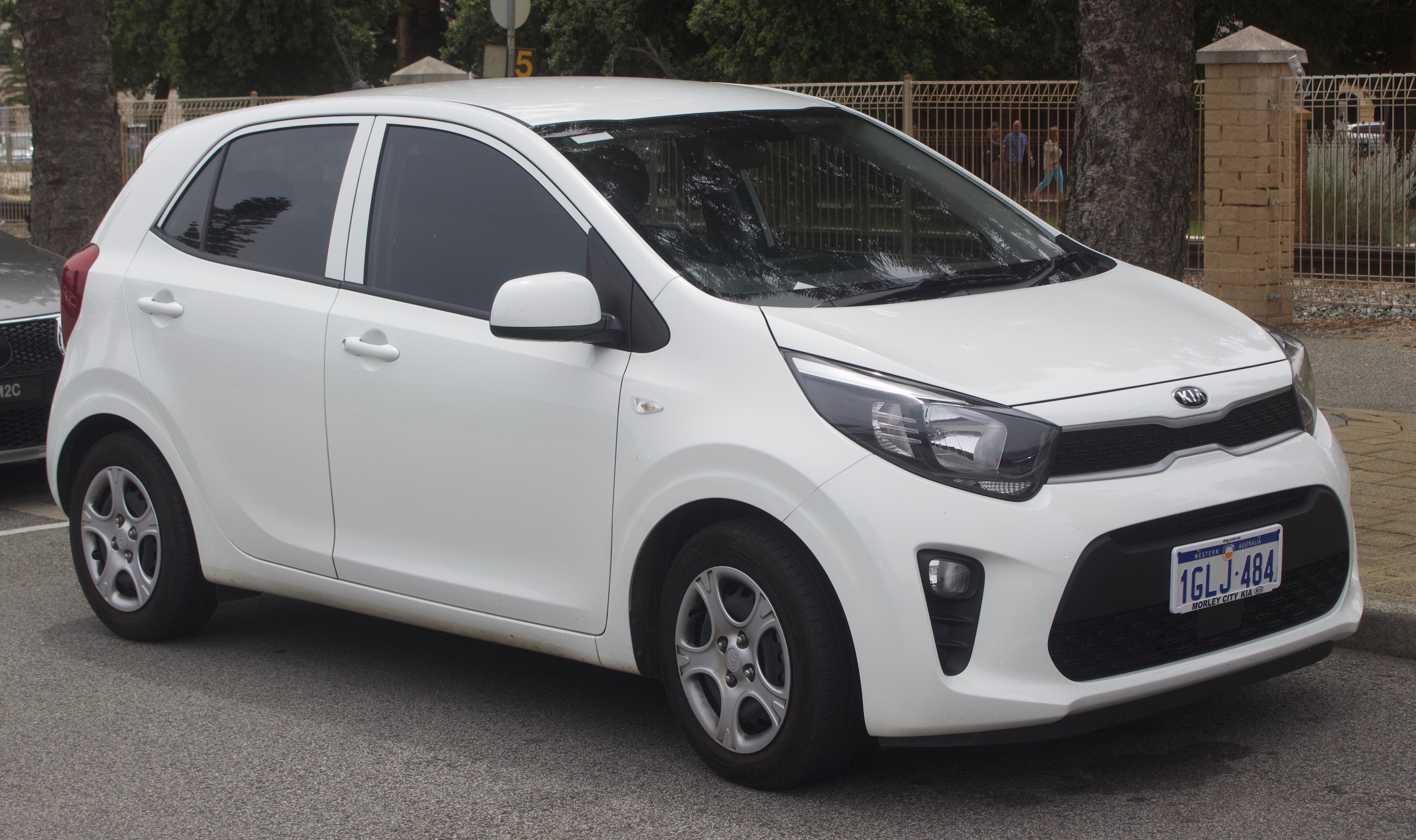
Kia Morning
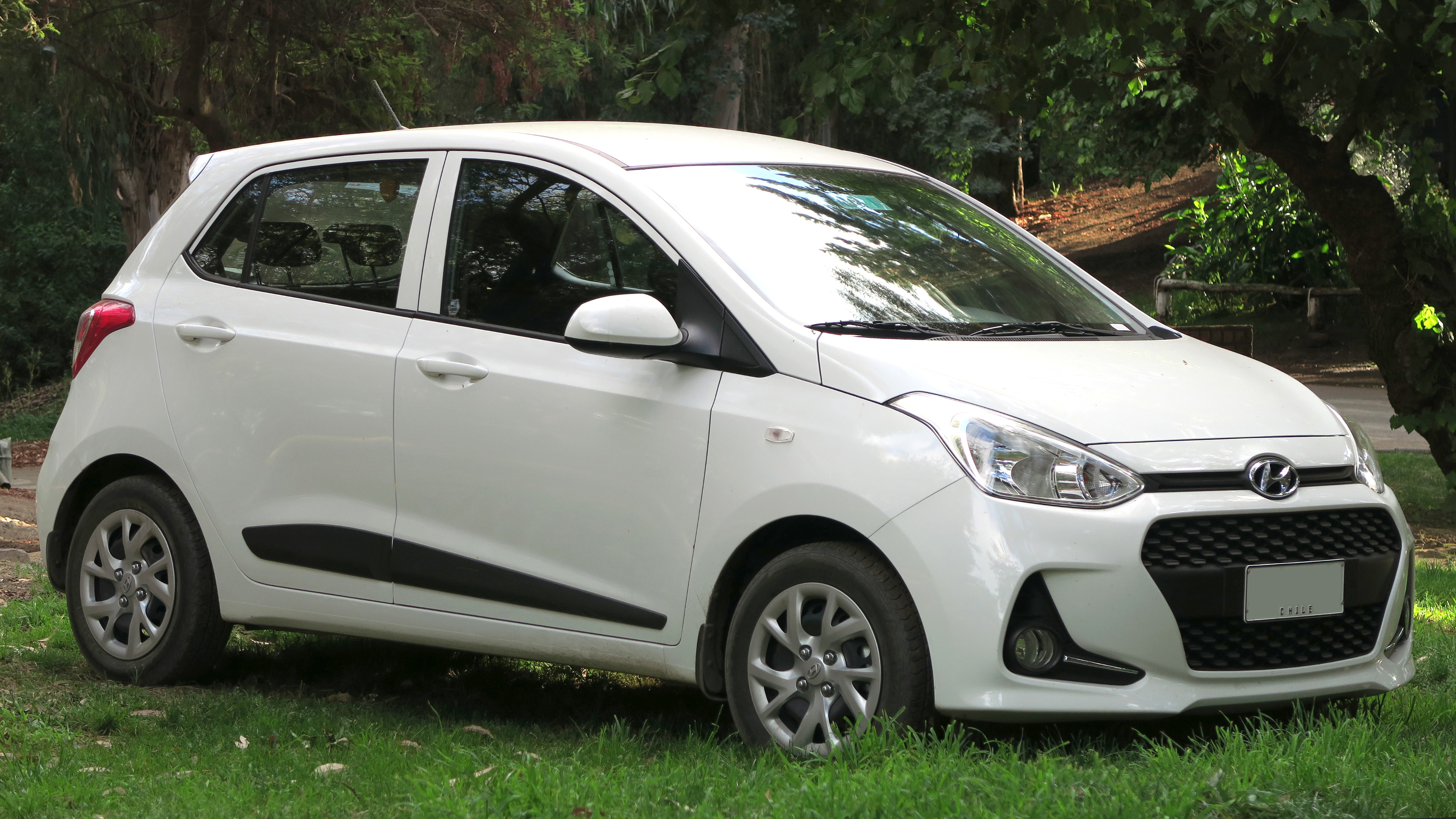
Hyundai Grand i10
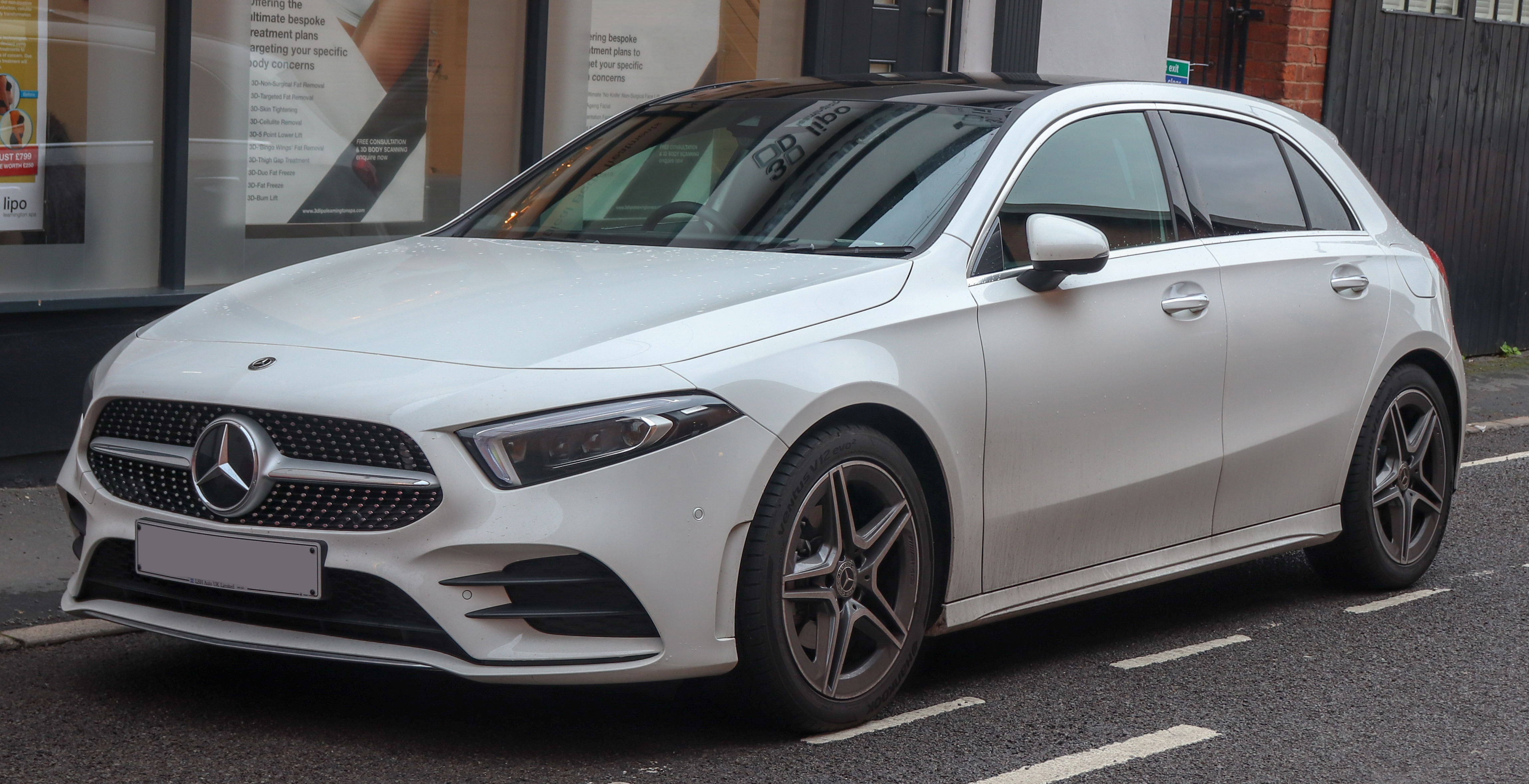
Mercedes-Benz A200 AMG
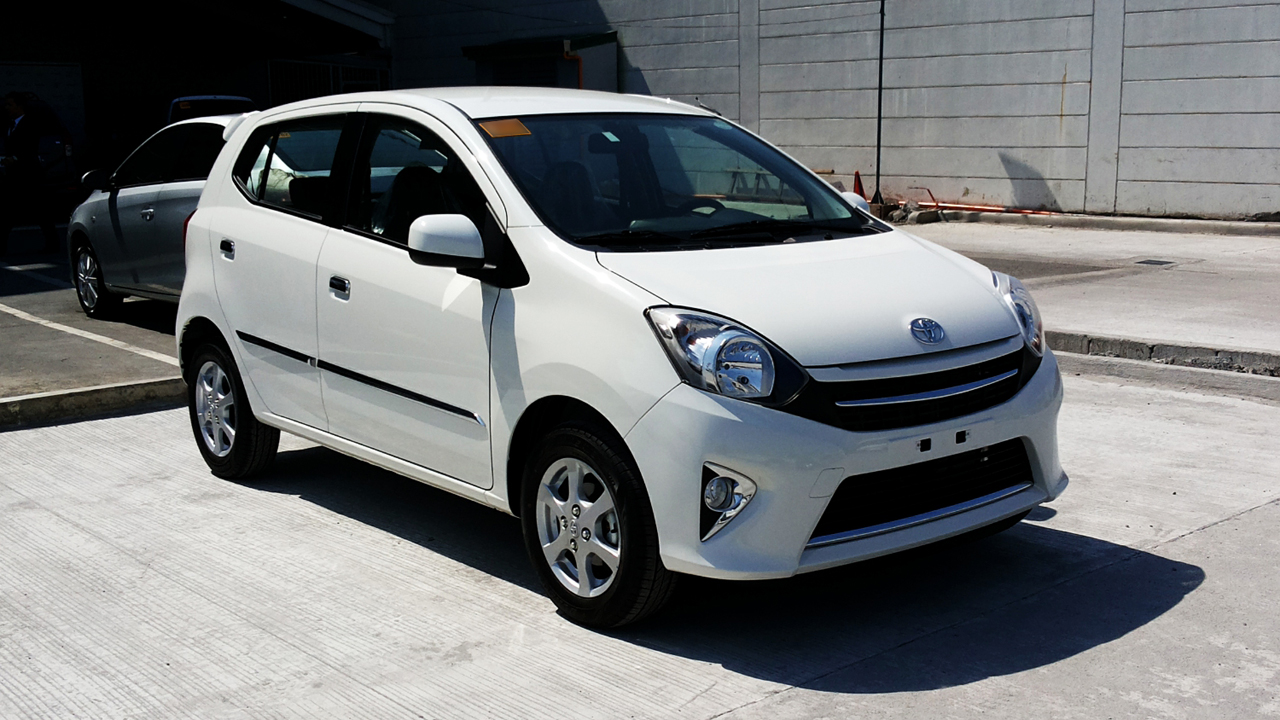
Toyota Wigo
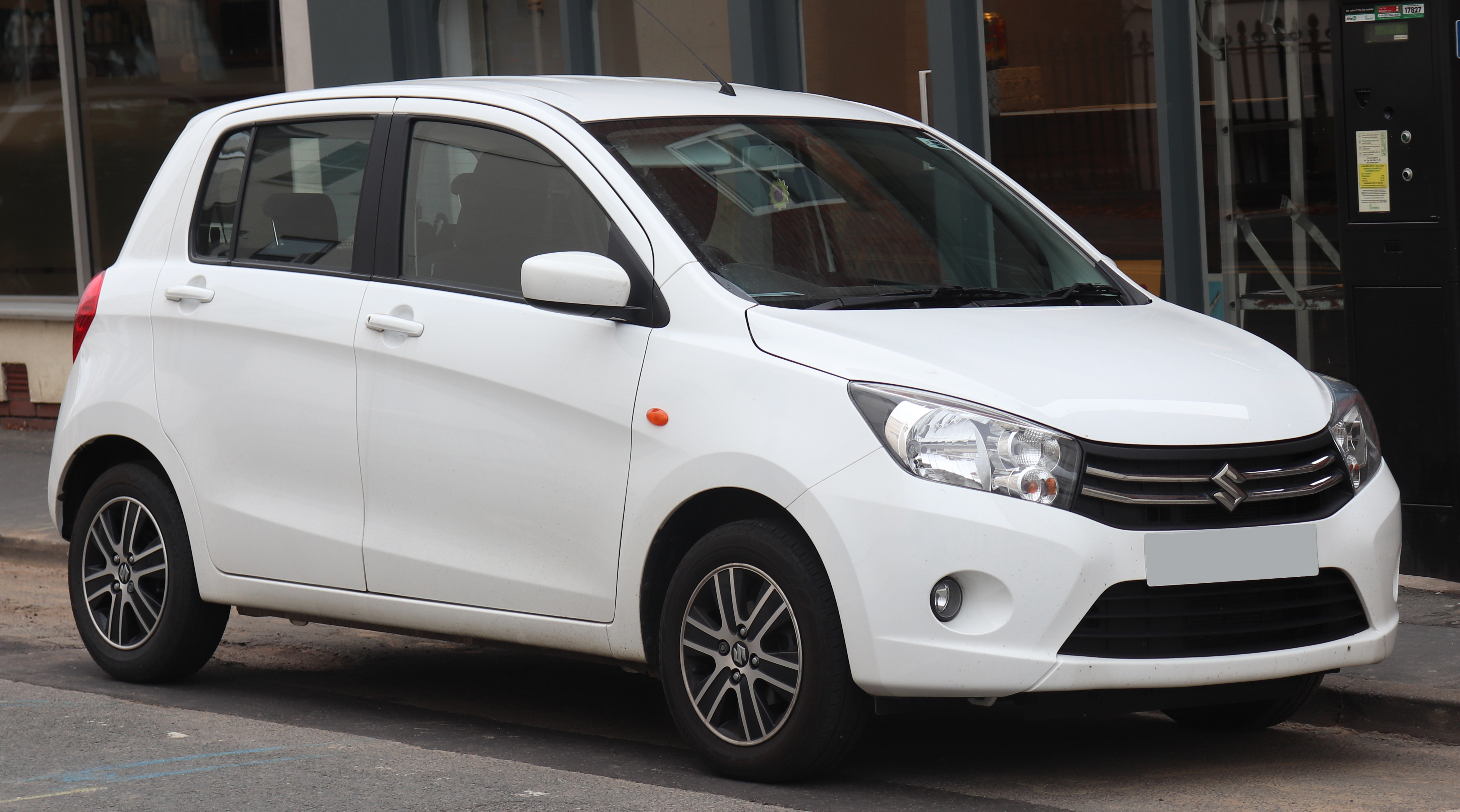
Suzuki Celerio
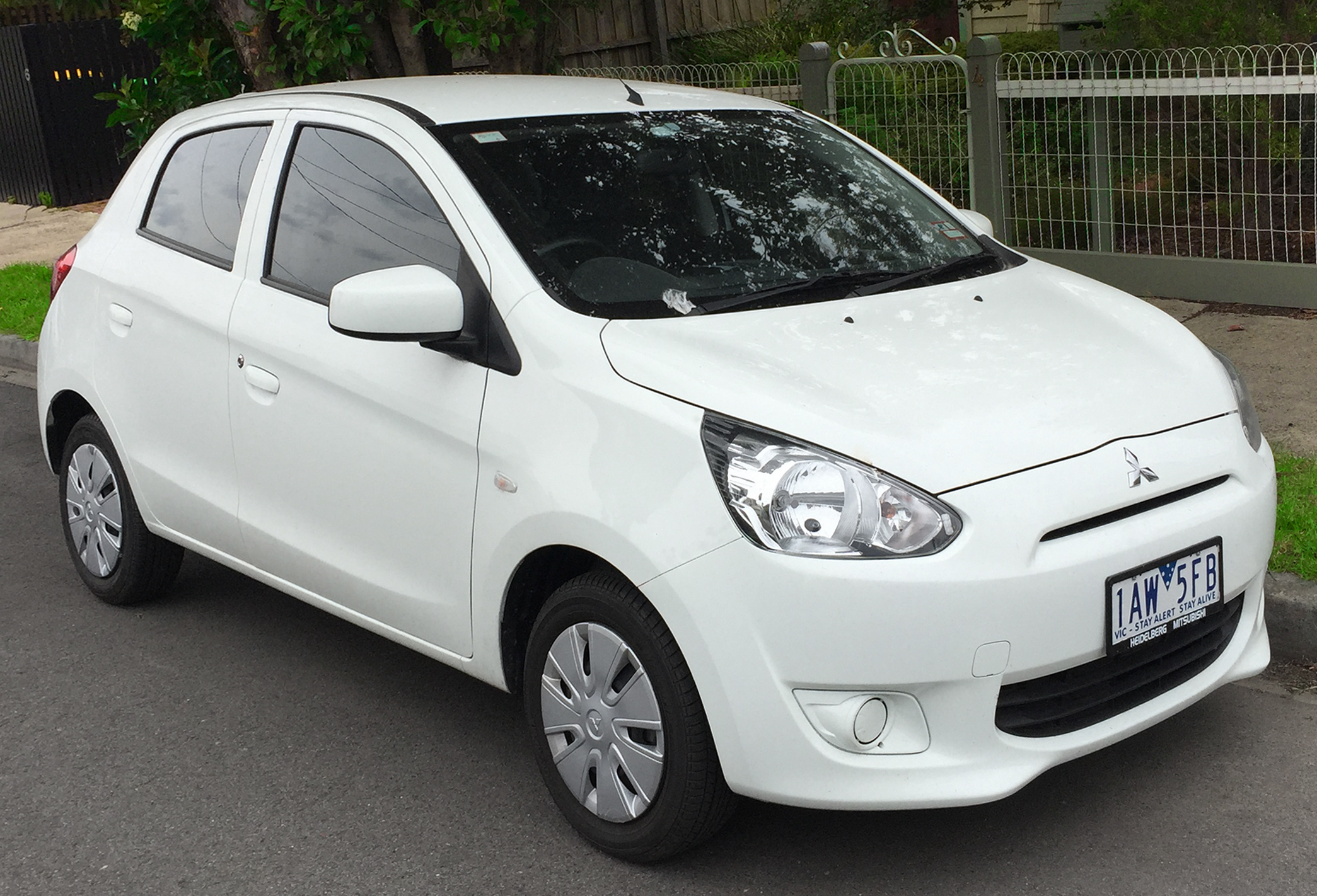
Mitsubishi Mirage
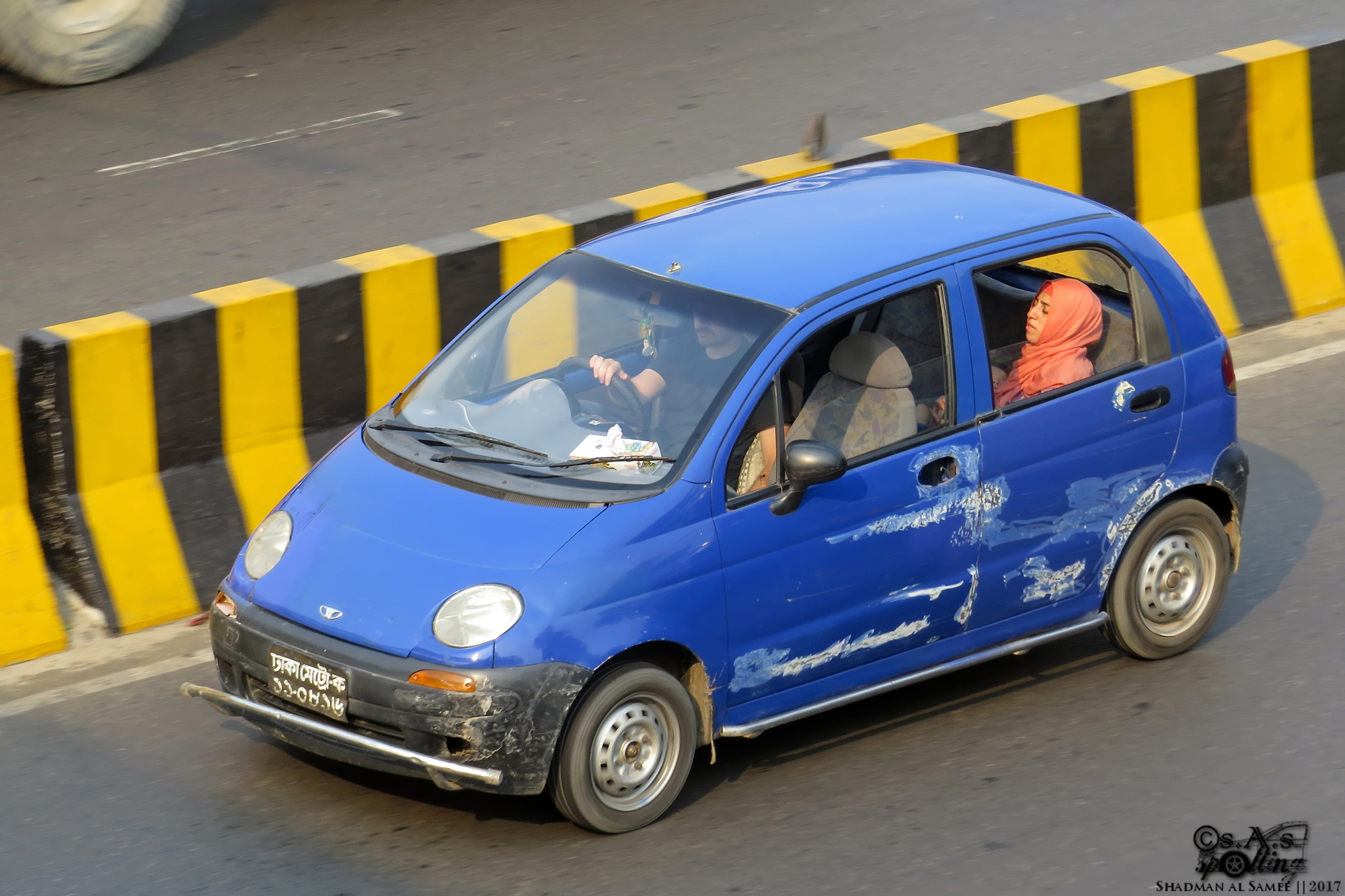
Daewoo Matiz